# آرتور دینتر
آرتور دینتر (به آلمانی: Artur Dinter) (زاده ۲۷ ژوئن ۱۸۷۶ - درگذشته ۲۱ می ۱۹۴۸) یک نویسنده و سیاستمدار آلمانی در دوره رایش سوم و از سال ۱۹۲۵ تا سال ۱۹۲۷ گولایتر تورینگن بود.